# KO-AM TV
KO-AM TV(Korean-American Television)는 미국 워싱턴주 시애틀에 위치한 디지털 케이블 방송국으로, 웨스트 워싱턴 지역의 한국계 미국인 사회를 대상으로 한다. KBS 월드와 연계하여 한국어 프로그램에 영어 자막을 곁들여 방영하며, 한국 뉴스와 지역 소식을 전달한다.

## 같이 보기
- KBS 월드